# 逗子市
逗子市（ずしし）は、神奈川県南東部の市。横須賀三浦地域に所在し、三浦半島の西側の付け根に位置する。

## 概要
隣接する鎌倉市とともに古都保存法の指定都市となっている。
市制30周年を記念して、1984年4月15日にほととぎすを市の花（逗子市の市花）に制定した。逗子海岸や逗子マリーナなどマリンスポーツが盛んな地域である。隣接する葉山町とともに別荘地として知られており、披露山公園周辺に広がる披露山庭園住宅は首都圏屈指の高級住宅街である。
キャッチフレーズは「太陽が生まれたハーフマイルビーチ」。
また、逗子市役所では市政におけるICT（情報通信技術）活用に注力しており、2013年11月から議会に参加する議員、職員の全員がタブレット端末を利用して審議を行う「オールタブレット議会」を全国で初めて実現した。このことは、その後、自治体でタブレット端末が導入されるきっかけとなり、逗子市には全国からの視察団が相次いだ。2020年には、ビッグデータや人工知能（AI）などICT活用で電気通信大学から協力を得る協定を結んだ。

## 地理
三浦半島北西部、相模湾に面する都市で、湘南の一部とされることもある。北西に鎌倉市、南に三浦郡葉山町、東に横須賀市北部、北東で横浜市金沢区に接する。東京都区部や横浜のベッドタウンで、1965年造成開始の披露山庭園住宅など、県内屈指の高級住宅街が見られる。また鎌倉・葉山などとともに海水浴場のある観光都市でもある。
三浦丘陵の西側に位置するため、山がちな地形である。最高峰は二子山（標高207.6 m）。鎌倉市や葉山町とは尾根筋を境界としているが、山上にも宅地が造成されている。市域の大部分は東部の横須賀市境付近を源流とし、相模湾に注ぐ二級河川田越川の流域で、川沿いに平地が広がっている。
海域は南から西側に広がっている。南海トラフ巨大地震が発生した際には、最大8mの津波が到達することが予想されている。これは神奈川県下の市町村で最も高い値（鎌倉市と同値）である。

### 隣接している自治体・行政区
- 横浜市（金沢区）
- 鎌倉市
- 横須賀市
- 三浦郡葉山町

## 歴史
- 1889年（明治22年）4月1日 - 市町村制施行により、桜山村、逗子村、山野根村、沼間村、池子村、久木村、小坪村が合併して三浦郡田越村（たごえむら）が発足。
- 1889年（明治22年）6月16日 - 官設鉄道（後の横須賀線）開通、逗子駅開設。
- 1913年（大正2年）4月1日 - 田越村が町制を施行し、逗子町と改称。
- 1930年（昭和5年）4月1日 - 湘南電気鉄道（後の京浜急行電鉄）逗子線開業、湘南逗子駅（後の逗子・葉山駅）開設。
- 1943年（昭和18年）4月1日 - 横須賀市へ編入。
- 1944年（昭和19年）8月5日 - 軍事施設周辺の海水浴が禁止される。施設の無い場所でも遊泳は学校などの団体に限り、警察署の許可を得ることが条件とされた[5]。
- 1947年（昭和22年） - 池子弾薬庫爆発。

- 1946年（昭和21年）12月16日 - 逗子町に相当する地区で大火。家屋219戸が全焼、死者2人、負傷者6人[6]。
- 1950年（昭和25年）7月1日 - 横須賀市より久木、小坪、山野根、新宿、逗子、桜山、池子、沼間の各地区（旧逗子町域）が分離独立し、三浦郡逗子町が再置される。
- 1952年（昭和27年）1月12日 - 小坪漁港が第1種漁港に指定される。
- 1952年（昭和27年）4月1日 - 横須賀線に東逗子駅開設。

- 1954年（昭和29年）4月15日 - 単独市制を施行し、逗子市となる。
- 1958年（昭和33年） - 披露山公園開場する。
- 1965年（昭和40年） - TBS興産により披露山庭園住宅の開発が始まる。
- 1967年（昭和42年） - 小坪湾（逗子マリーナ）埋め立て工事開始。
- 1996年（平成8年） - 池子米軍家族住宅への入居開始。
- 2000年（平成12年）1月19日 - 古都保存法の指定都市となる[7]。
- 2019年（令和元年）10月25日 - 産学官連携で起業支援や企業誘致に取り組む「platform ZUSHI BIZ」設立[8]。

### 市名の由来

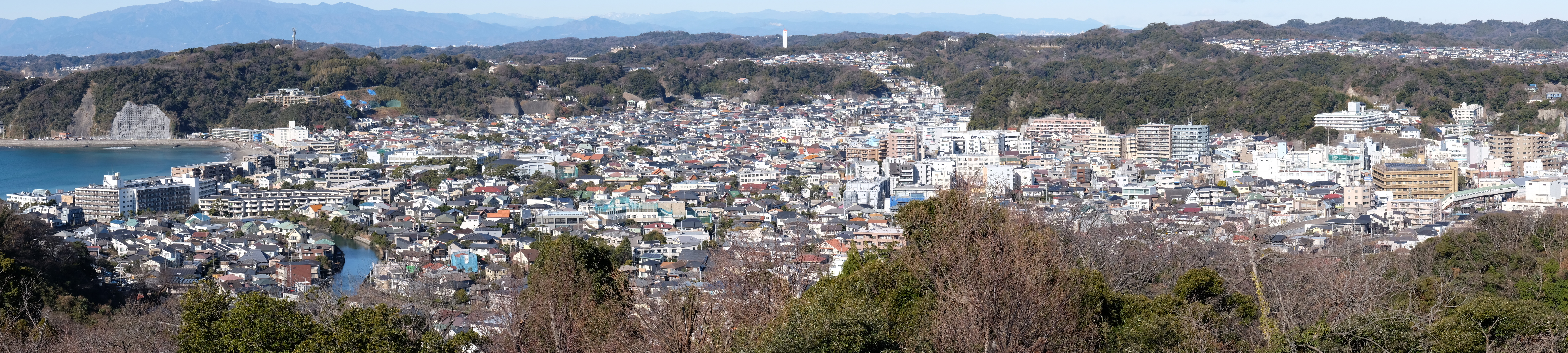
長柄桜山古墳から見た逗子市の街並み

逗子という地名は、もとは現在の逗子駅南側一帯の町丁（1889年までの逗子村）のもので、これが横須賀線の駅名に採用され、さらに逗子村を含む7村が合併した田越村が町制に移行するにあたり、町名に採用されたもの。
「逗子」の由来に関しては諸説ある。「三浦厨子城」（内容不詳）より、延命寺の延命地蔵尊（伝行基作）を安置する「厨子」より、役人である図師の住まいがあったことにちなむ、道が交差する交通の要衝「辻」（つじ）が転訛したなどが挙げられ、はっきりしていない。
なお、戦国時代頃には「豆師」「豆子」「図師」「厨子」などの字が当てられており、「逗子」の字が使われるようになったのは江戸時代からであるという。
ちなみに、日本の市町村を全てアルファベット順に並べると、逗子市（Zushi）が最後になる。

## 人口
| |                                        |  |
| 逗子市と全国の年齢別人口分布（2005年） | 逗子市の年齢・男女別人口分布（2005年） |  |
| ■紫色 ― 逗子市 ■緑色 ― 日本全国 | ■青色 ― 男性 ■赤色 ― 女性              |  |
| 逗子市（に相当する地域）の人口の推移 \| 1970年（昭和45年） \| 48,242人 \| \| \| 1975年（昭和50年） \| 56,298人 \| \| \| 1980年（昭和55年） \| 58,479人 \| \| \| 1985年（昭和60年） \| 57,656人 \| \| \| 1990年（平成2年） \| 56,704人 \| \| \| 1995年（平成7年） \| 56,578人 \| \| \| 2000年（平成12年） \| 57,281人 \| \| \| 2005年（平成17年） \| 58,033人 \| \| \| 2010年（平成22年） \| 58,302人 \| \| \| 2015年（平成27年） \| 57,425人 \| \| \| 2020年（令和2年） \| 57,060人 \| \| |                                        |  |
| 総務省統計局 国勢調査より |                                        |  |
| 1970年（昭和45年） | 48,242人                               |  |
| 1975年（昭和50年） | 56,298人                               |  |
| 1980年（昭和55年） | 58,479人                               |  |
| 1985年（昭和60年） | 57,656人                               |  |
| 1990年（平成2年） | 56,704人                               |  |
| 1995年（平成7年） | 56,578人                               |  |
| 2000年（平成12年） | 57,281人                               |  |
| 2005年（平成17年） | 58,033人                               |  |
| 2010年（平成22年） | 58,302人                               |  |
| 2015年（平成27年） | 57,425人                               |  |
| 2020年（令和2年） | 57,060人                               |  |

## 地域
逗子市では、一部の区域で住居表示に関する法律に基づく住居表示が実施されている。住居表示実施前の町名等欄で下線がある町名はその全部、それ以外はその一部であり、その町名の末尾に数字がある場合には丁目を表す。なお、町名欄に※印があるものについては、その町の区域の一部に住居表示未実施の区域があることを示す。
| 町名         | 町名の読み | 町区域設定年月日 | 住居表示実施年月日 | 住居表示実施前の町名等         | 備考 |
| ------------ | ---------- | ---------------- | ------------------ | ------------------------------ | ---- |
| 逗子一丁目   | ずし       | 1965年5月1日     | 1965年5月1日       | 大字逗子、大字山野根           |      |
| 逗子二丁目   | ずし       | 1965年5月1日     | 1965年5月1日       | 大字逗子、大字山野根、大字桜山 |      |
| 逗子三丁目   | ずし       | 1965年5月1日     | 1965年5月1日       | 大字逗子、大字桜山             |      |
| 逗子四丁目   | ずし       | 1965年5月1日     | 1965年5月1日       | 大字逗子、大字桜山             |      |
| 逗子五丁目   | ずし       | 1965年5月1日     | 1965年5月1日       | 大字逗子、大字桜山             |      |
| 逗子六丁目   | ずし       | 1965年5月1日     | 1965年5月1日       | 大字逗子、大字新宿             |      |
| 逗子七丁目   | ずし       | 1965年5月1日     | 1965年5月1日       | 大字逗子                       |      |
| 桜山         | さくらやま | 1950年7月1日     | 未実施             |                                |      |
| 桜山一丁目   | さくらやま | 1965年5月1日     | 1965年5月1日       | 大字桜山、大字逗子、大字池子   |      |
| 桜山二丁目   | さくらやま | 1965年5月1日     | 1965年5月1日       | 大字桜山                       |      |
| 桜山三丁目   | さくらやま | 1965年5月1日     | 1965年5月1日       | 大字桜山                       |      |
| 桜山四丁目   | さくらやま | 1966年5月1日     | 1966年5月1日       | 大字桜山、大字沼間             |      |
| 桜山五丁目※  | さくらやま | 1966年5月1日     | 1966年5月1日       | 大字桜山、大字沼間             |      |
| 桜山五丁目※  | さくらやま | 1966年5月1日     | 1992年2月1日       | 桜山5                          |      |
| 桜山六丁目※  | さくらやま | 1966年5月1日     | 1966年5月1日       | 大字桜山                       |      |
| 桜山七丁目※  | さくらやま | 1966年5月1日     | 1966年5月1日       | 大字桜山                       |      |
| 桜山八丁目※  | さくらやま | 1966年5月1日     | 1966年5月1日       | 大字桜山                       |      |
| 桜山九丁目※  | さくらやま | 1966年5月1日     | 1966年5月1日       | 大字桜山                       |      |
| 沼間一丁目※  | ぬまま     | 1966年5月1日     | 1966年5月1日       | 大字沼間                       |      |
| 沼間二丁目※  | ぬまま     | 1966年5月1日     | 1966年5月1日       | 大字沼間                       |      |
| 沼間三丁目※  | ぬまま     | 1966年5月1日     | 1966年5月1日       | 大字沼間                       |      |
| 沼間四丁目※  | ぬまま     | 1966年5月1日     | 1966年5月1日       | 大字沼間                       |      |
| 沼間四丁目※  | ぬまま     | 1966年5月1日     | 1990年2月1日       | 沼間4                          |      |
| 沼間五丁目※  | ぬまま     | 年月日           | 1989年3月1日       | 沼間5                          |      |
| 沼間六丁目※  | ぬまま     | 年月日           | 1990年2月1日       | 沼間6                          |      |
| 池子         | いけご     | 1950年7月1日     | 未実施             |                                |      |
| 池子一丁目   | いけご     | 1966年5月1日     | 1966年5月1日       | 大字池子、大字桜山、大字逗子   |      |
| 池子二丁目   | いけご     | 1966年5月1日     | 1966年5月1日       | 大字池子                       |      |
| 池子三丁目※  | いけご     | 1973年5月1日     | 1973年5月1日       |                                |      |
| 池子四丁目   | いけご     | 年月日           | 未実施             |                                |      |
| 山の根一丁目 | やまのね   | 1965年5月1日     | 1965年5月1日       | 大字山野根、大字逗子           |      |
| 山の根二丁目 | やまのね   | 1965年5月1日     | 1965年5月1日       | 大字山野根                     |      |
| 山の根三丁目 | やまのね   | 1965年5月1日     | 1965年5月1日       | 大字山野根、大字逗子           |      |
| 久木         | ひさぎ     | 1950年7月1日     | 未実施             |                                |      |
| 久木一丁目   | ひさぎ     | 1967年5月1日     | 1967年5月1日       | 大字久木、大字逗子             |      |
| 久木二丁目※  | ひさぎ     | 1967年5月1日     | 1967年5月1日       | 大字久木                       |      |
| 久木三丁目   | ひさぎ     | 1967年5月1日     | 1967年5月1日       | 大字久木                       |      |
| 久木四丁目※  | ひさぎ     | 1967年5月1日     | 1967年5月1日       | 大字久木                       |      |
| 久木四丁目※  | ひさぎ     | 1967年5月1日     | 1991年2月1日       | 久木4                          |      |
| 久木五丁目   | ひさぎ     | 1967年5月1日     | 1967年5月1日       | 大字久木                       |      |
| 久木六丁目   | ひさぎ     | 1967年5月1日     | 1967年5月1日       | 大字久木                       |      |
| 久木六丁目   | ひさぎ     | 1967年5月1日     | 1974年3月1日       | 大字久木                       |      |
| 久木七丁目   | ひさぎ     | 1967年5月1日     | 1967年5月1日       | 大字久木                       |      |
| 久木七丁目   | ひさぎ     | 1967年5月1日     | 1991年2月1日       | 久木7                          |      |
| 久木八丁目※  | ひさぎ     | 1974年3月1日     | 1974年3月1日       | 大字久木                       |      |
| 久木九丁目※  | ひさぎ     | 1974年3月1日     | 1991年2月1日       | 久木9                          |      |
| 小坪一丁目※  | こつぼ     | 1967年5月1日     | 1967年5月1日       | 大字小坪、大字新宿、大字久木   |      |
| 小坪一丁目※  | こつぼ     | 1967年5月1日     | 1974年3月1日       | 大字久木                       |      |
| 小坪二丁目   | こつぼ     | 1967年5月1日     | 1974年3月1日       | 小坪2                          |      |
| 小坪三丁目   | こつぼ     | 1967年5月1日     | 1967年5月1日       | 大字小坪                       |      |
| 小坪三丁目   | こつぼ     | 1967年5月1日     | 1993年2月1日       | 小坪3、小坪4、新宿4、新宿5     |      |
| 小坪四丁目   | こつぼ     | 1967年5月1日     | 1967年5月1日       | 大字小坪                       |      |
| 小坪四丁目   | こつぼ     | 1967年5月1日     | 1993年2月1日       | 小坪4                          |      |
| 小坪五丁目   | こつぼ     | 1967年5月1日     | 1967年5月1日       | 大字小坪                       |      |
| 小坪五丁目   | こつぼ     | 1967年5月1日     | 1993年2月1日       | 小坪5                          |      |
| 小坪六丁目   | こつぼ     | 1967年5月1日     | 1967年5月1日       | 大字小坪                       |      |
| 小坪七丁目※  | こつぼ     | 1967年5月1日     | 1976年3月1日       | 小坪7                          |      |
| 新宿一丁目   | しんじゅく | 1965年5月1日     | 1965年5月1日       | 大字新宿、大字逗子             |      |
| 新宿二丁目   | しんじゅく | 1965年5月1日     | 1965年5月1日       | 大字新宿、大字逗子             |      |
| 新宿三丁目   | しんじゅく | 1965年5月1日     | 1965年5月1日       | 大字新宿、大字逗子、大字久木   |      |
| 新宿四丁目   | しんじゅく | 年月日           | 1993年2月1日       | 新宿4                          |      |
| 新宿五丁目   | しんじゅく | 年月日           | 1993年2月1日       | 新宿5                          |      |

## 行政
- 市長：桐ケ谷覚[11]（2018年12月25日就任、2期）

### 歴代市長
| 代 | 人 | 氏名       | 就任                       | 退任                       | 備考                                                                       |
| -- | -- | ---------- | -------------------------- | -------------------------- | -------------------------------------------------------------------------- |
| 1  | 1  | 山田俊介   | 1954年（昭和29年）4月15日  | 1957年（昭和32年）9月12日  | 市制施行に伴い市長に就任。                                                 |
| 2  | 1  | 山田俊介   | 1957年（昭和32年）9月13日  | 1961年（昭和36年）9月12日  |                                                                            |
| 3  | 1  | 山田俊介   | 1961年（昭和36年）9月13日  | 1965年（昭和40年）9月12日  |                                                                            |
| 4  | 1  | 山田俊介   | 1965年（昭和40年）9月13日  | 1969年（昭和44年）7月1日   | 在職中死去。                                                               |
| 5  | 2  | 高橋鯛蔵   | 1969年（昭和44年）8月17日  | 1973年（昭和48年）8月16日  |                                                                            |
| 6  | 3  | 三島虎好   | 1973年（昭和48年）8月17日  | 1977年（昭和52年）8月16日  |                                                                            |
| 7  | 3  | 三島虎好   | 1977年（昭和52年）8月17日  | 1981年（昭和56年）8月16日  |                                                                            |
| 8  | 3  | 三島虎好   | 1981年（昭和56年）8月17日  | 1984年（昭和59年）10月6日  | 池子問題において池子米軍住宅建設を条件付きで受け入れ辞職。                 |
| 9  | 4  | 富野暉一郎 | 1984年（昭和59年）11月11日 | 1987年（昭和62年）8月28日  | 住宅建設反対派。池子問題で当時建設容認派多数の市議会と対立して辞職。       |
| 10 | 4  | 富野暉一郎 | 1987年（昭和62年）10月12日 | 1988年（昭和63年）11月10日 |                                                                            |
| 11 | 4  | 富野暉一郎 | 1988年（昭和63年）11月11日 | 1992年（平成4年）11月10日  |                                                                            |
| 12 | 5  | 澤光代     | 1992年（平成4年）11月11日  | 1994年（平成6年）11月30日  | 池子米軍住宅建設の白紙撤回要求を断念、条件付き合意後辞職。住宅建設反対派。 |
| 13 | 6  | 平井義男   | 1994年（平成6年）12月25日  | 1998年（平成10年）12月24日 | 住宅建設容認派。                                                           |
| 14 | 7  | 長島一由   | 1998年（平成10年）12月25日 | 2002年（平成14年）12月24日 |                                                                            |
| 15 | 7  | 長島一由   | 2002年（平成14年）12月25日 | 2003年（平成15年）8月24日  | 米軍住宅追加建設問題で、市民の信を問うため辞職。                           |
| 16 | 7  | 長島一由   | 2003年（平成15年）9月14日  | 2006年（平成18年）12月24日 |                                                                            |
| 17 | 8  | 平井竜一   | 2006年（平成18年）12月25日 | 2010年（平成22年）12月24日 |                                                                            |
| 18 | 8  | 平井竜一   | 2010年（平成22年）12月25日 | 2014年（平成26年）12月24日 |                                                                            |
| 19 | 8  | 平井竜一   | 2014年（平成26年）12月25日 | 2018年（平成30年）12月24日 |                                                                            |
| 20 | 9  | 桐ケ谷覚   | 2018年（平成30年）12月25日 | 2022年（令和4年）12月24日  |                                                                            |
| 21 | 9  | 桐ケ谷覚   | 2022年（令和4年）12月25日  | 現職                       |                                                                            |

## 議会

### 衆議院
- 選挙区：神奈川4区（横浜市栄区、鎌倉市、逗子市、三浦郡）
- 任期：2021年10月31日 - 2025年10月30日
- 投票日：2021年10月31日
- 当日有権者数：332,708人
- 投票率：61.70％

| 当落 | 候補者名   | 年齢 | 所属党派     | 新旧別 | 得票数   | 重複 |
| ---- | ---------- | ---- | ------------ | ------ | -------- | ---- |
| 当   | 早稲田夕季 | 62   | 立憲民主党   | 前     | 66,841票 | ○    |
|      | 浅尾慶一郎 | 57   | 無所属       | 元     | 63,687票 |      |
| 比当 | 山本朋広   | 46   | 自由民主党   | 前     | 47,511票 | ○    |
|      | 高谷清彦   | 42   | 日本維新の会 | 新     | 16,559票 | ○    |
|      | 大西恒樹   | 57   | 無所属       | 新     | 7,790票  |      |

## 産業
- 商業
  - スズキヤ
- 漁業
  - 小坪漁港
- マスメディア
  - 湘南ビーチFM

## 姉妹都市・提携都市

### 国内
- 伊香保町（群馬県）
  - 1979年（昭和54年）11月27日姉妹都市提携（徳冨蘆花の縁による）
  - 伊香保町が市町村合併により渋川市となったことに伴い、2006年（平成18年）2月20日に姉妹都市提携解消[12]。交流事業は継続して行っている。

### 海外
- ナザレ市（ポルトガル）
  - 2004年（平成16年）7月8日国際友好都市提携[13][14]

## 公共施設
- 逗子文化プラザ
  - 逗子市立図書館
  - 文化プラザホール
  - 市民交流センター
    - 市民活動スペース
    - 生涯学習スペース
    - フェスティバルパーク（多目的広場）
    - 屋内温水プール
- 第一運動公園
  - 野球場
  - テニスコート
  - 弓道場
  - 第一運動公園プール（屋外プール）
  - 体験学習施設スマイル（児童館）ほか
- 逗子市立体育館（逗子アリーナ）
- 池子の森自然公園

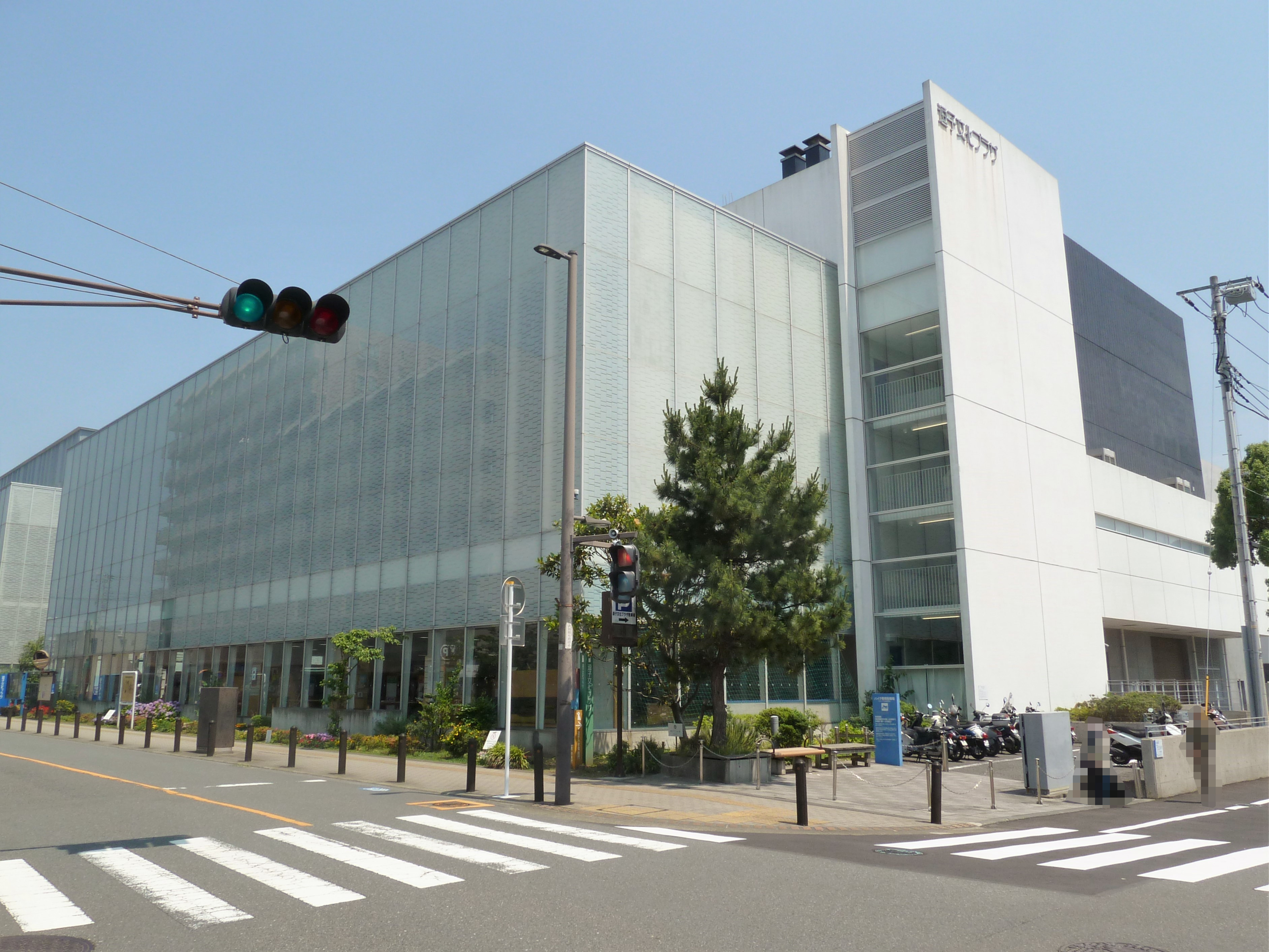
逗子文化プラザホール

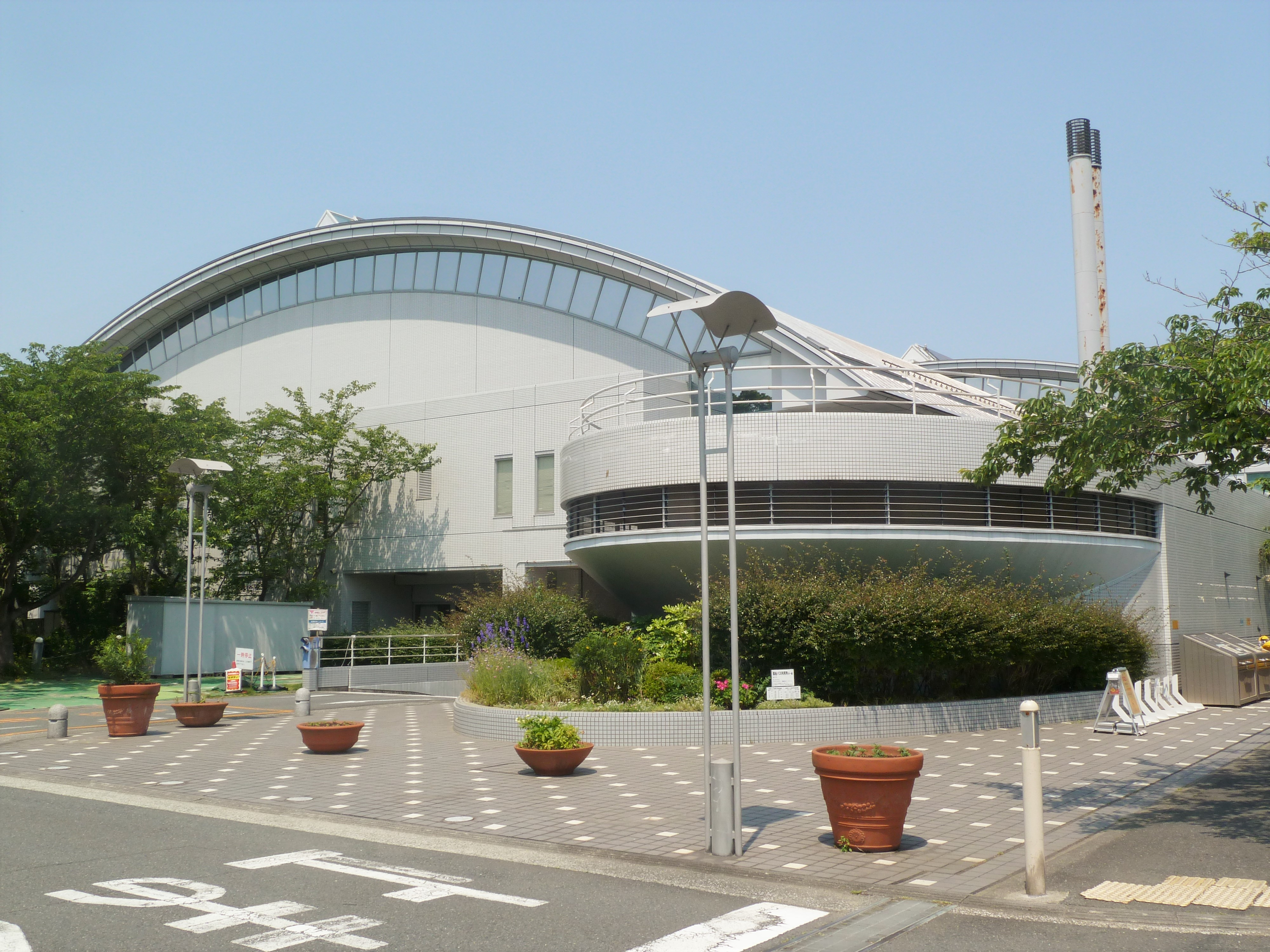
逗子市立体育館（逗子アリーナ）

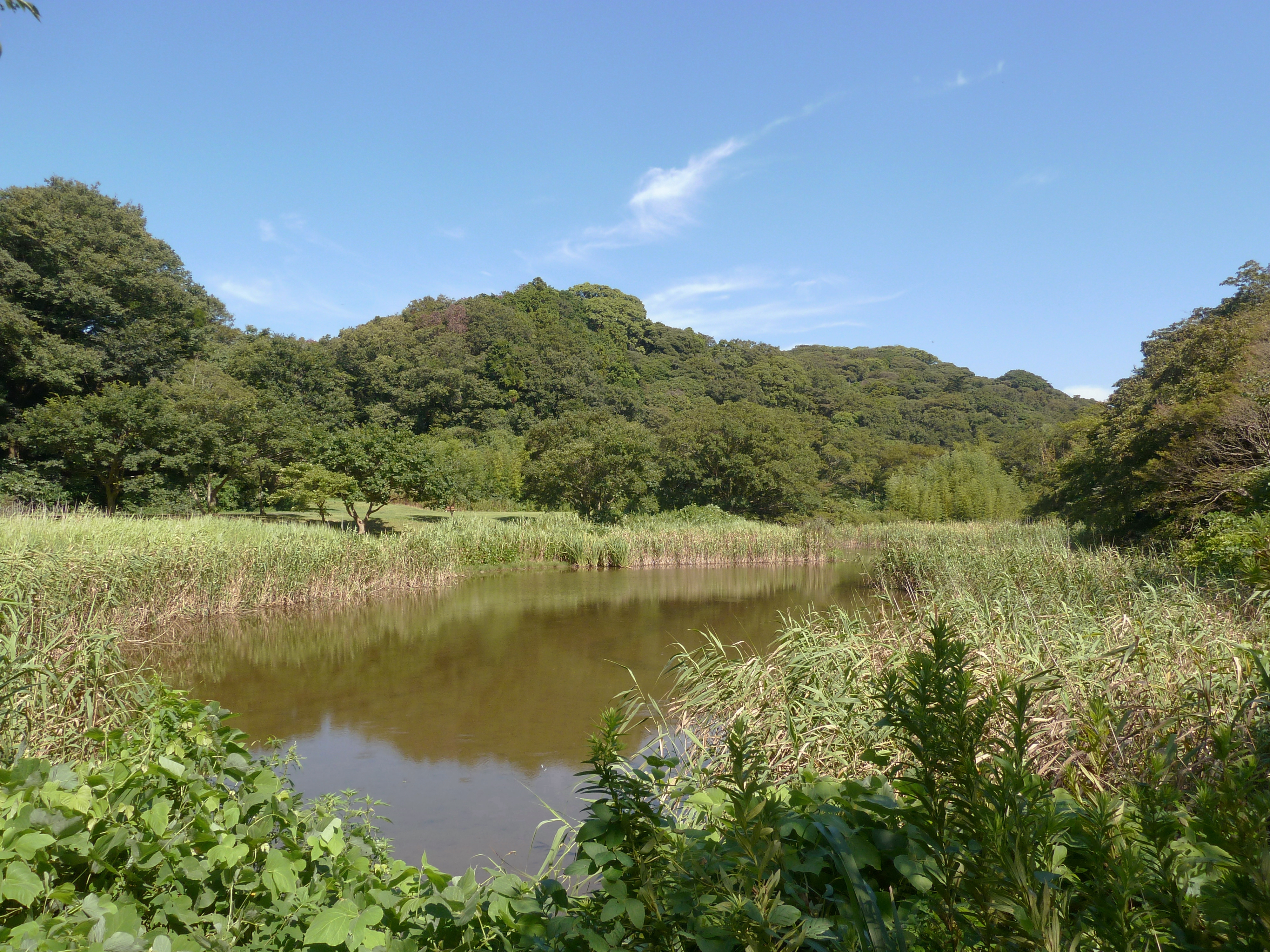
池子の森自然公園・緑地エリア

  - 400メートルトラック（兼サッカー・ラグビー場）
  - 野球場（大小2面）
  - テニスコート
  - 池子遺跡群資料館
  - 緑地エリア（水・土・日・祝日のみ開園、8:45 - 17:00）[15]
- 飯島公園プール（屋外プール）
- 逗子市高齢者センター
  - 池子デイサービスセンター
- 逗子市環境クリーンセンター
- 療育教育総合センター
- 福祉会館
- 小坪小学校区コミュニティセンター（公民館）
  - 図書館小坪分室
- 沼間小学校区コミュニティセンター（公民館）
  - 図書館沼間分室

## 教育

### 高等学校
- 公立
  - 神奈川県立逗子葉山高等学校
- 私立
  - 逗子開成高等学校
  - 聖和学院高等学校

### 中学校
- 公立
  - 逗子市立逗子中学校
  - 逗子市立久木中学校
  - 逗子市立沼間中学校
- 私立
  - 逗子開成中学校
  - 聖和学院中学校

### 小学校
- 公立
  - 逗子市立逗子小学校
  - 逗子市立久木小学校
  - 逗子市立小坪小学校
  - 逗子市立沼間小学校
  - 逗子市立池子小学校
- 私立
  - 聖マリア小学校

### アメリカ軍立
- DoDEA（英語版）
  - イケゴ小学校 (Ikego Elementary School)[16]
  - → ヨコスカシ中学校 (Yokosuka Middle School) (横須賀市)[17]
  - → ナイル・C・キニック高等学校（英語版） (横須賀市)[18]

## 交通

### 鉄道路線
東日本旅客鉄道（JR東日本）横須賀線が北西から東へ、京浜急行電鉄逗子線が北東から中央部へと走り、それぞれ逗子市内には2駅、計4駅がある。
東日本旅客鉄道（JR東日本）
 横須賀線・ 湘南新宿ライン
- - 逗子駅 - 東逗子駅 -

- ※逗子駅は湘南新宿ラインの起点・終点でもある。

京浜急行電鉄 (京急)
 逗子線
- - 神武寺駅 - 逗子・葉山駅

### バス路線
- 京浜急行バス
  - 逗子営業所
  - 衣笠営業所
  - 鎌倉営業所

### 道路
海岸沿いと谷筋に沿って幹線道路が延びている。他の市町とは基本的にトンネルで連絡するが、山上に住宅団地が造成されているため住宅地の区画道路が市境となっている箇所も見られる。幹線道路を含め、大半の道路が2車線以下である。
- 国道134号
- 横浜横須賀道路：逗子IC
- 逗葉新道
- 神奈川県道24号横須賀逗子線
- 神奈川県道207号森戸海岸線
- 神奈川県道217号逗子葉山横須賀線
- 神奈川県道205号金沢逗子線
- 神奈川県道311号鎌倉葉山線

## 名所・旧跡・観光スポット・祭事・催事

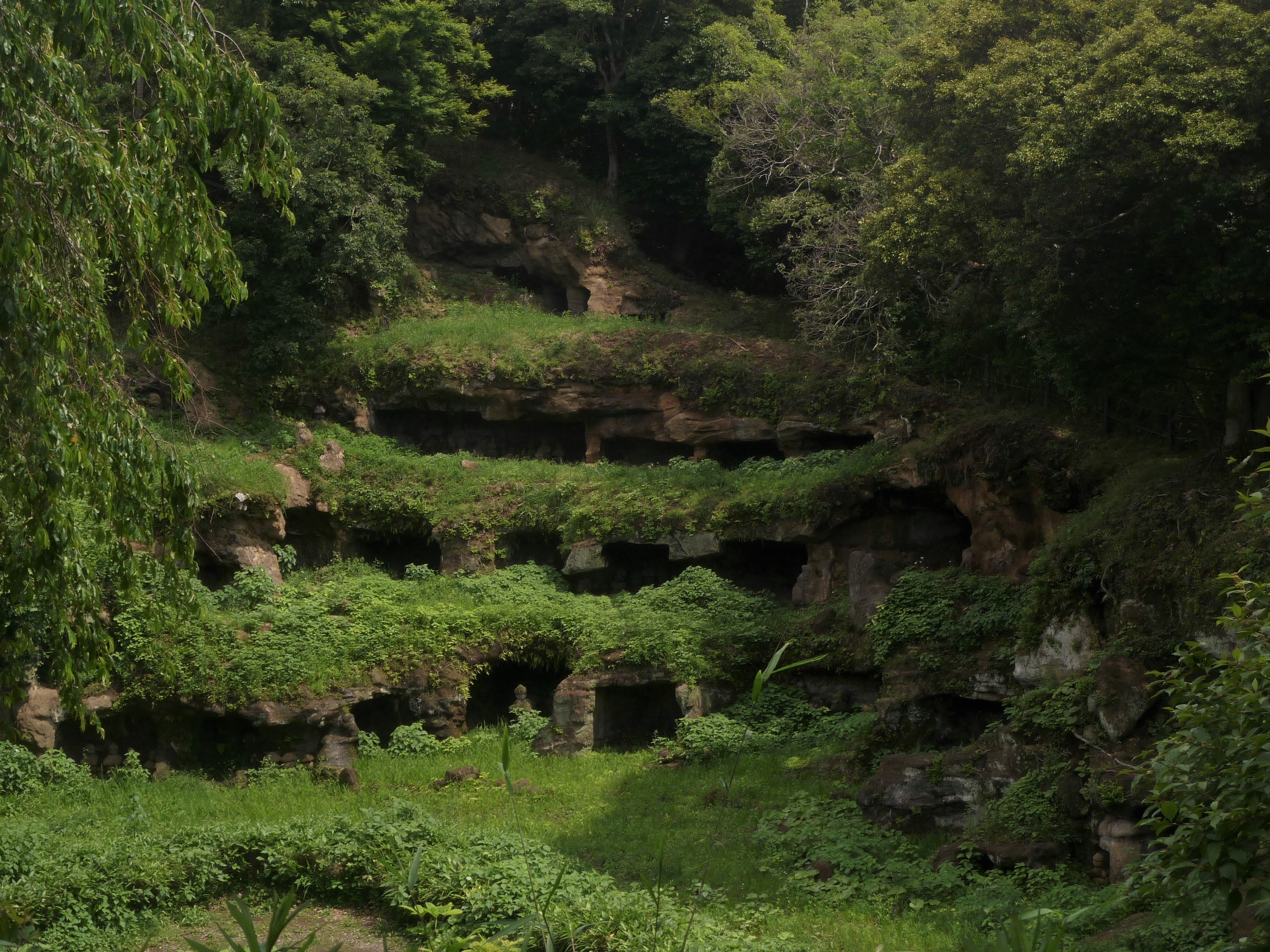
名越切通のまんだら堂やぐら群

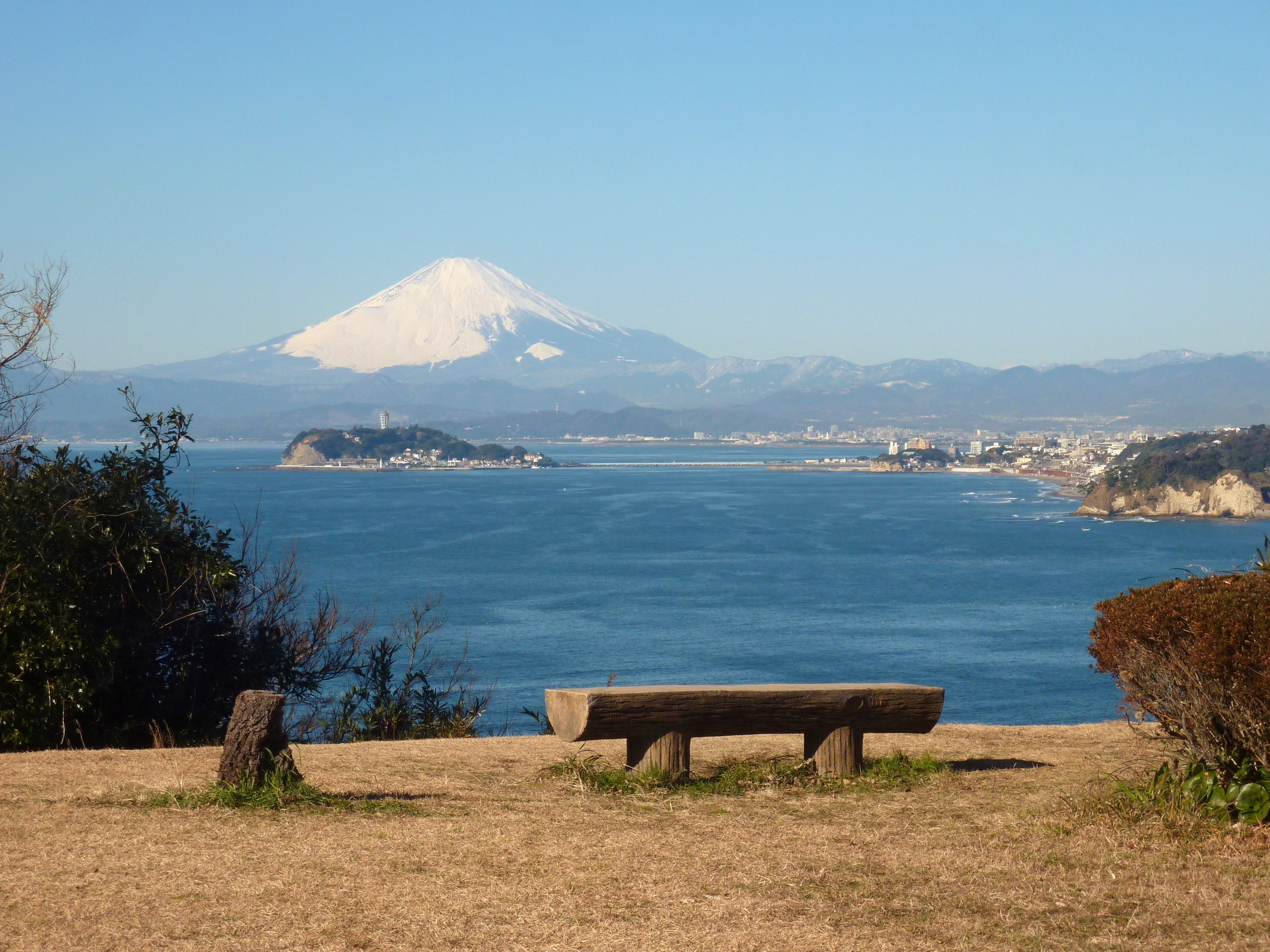
大崎公園

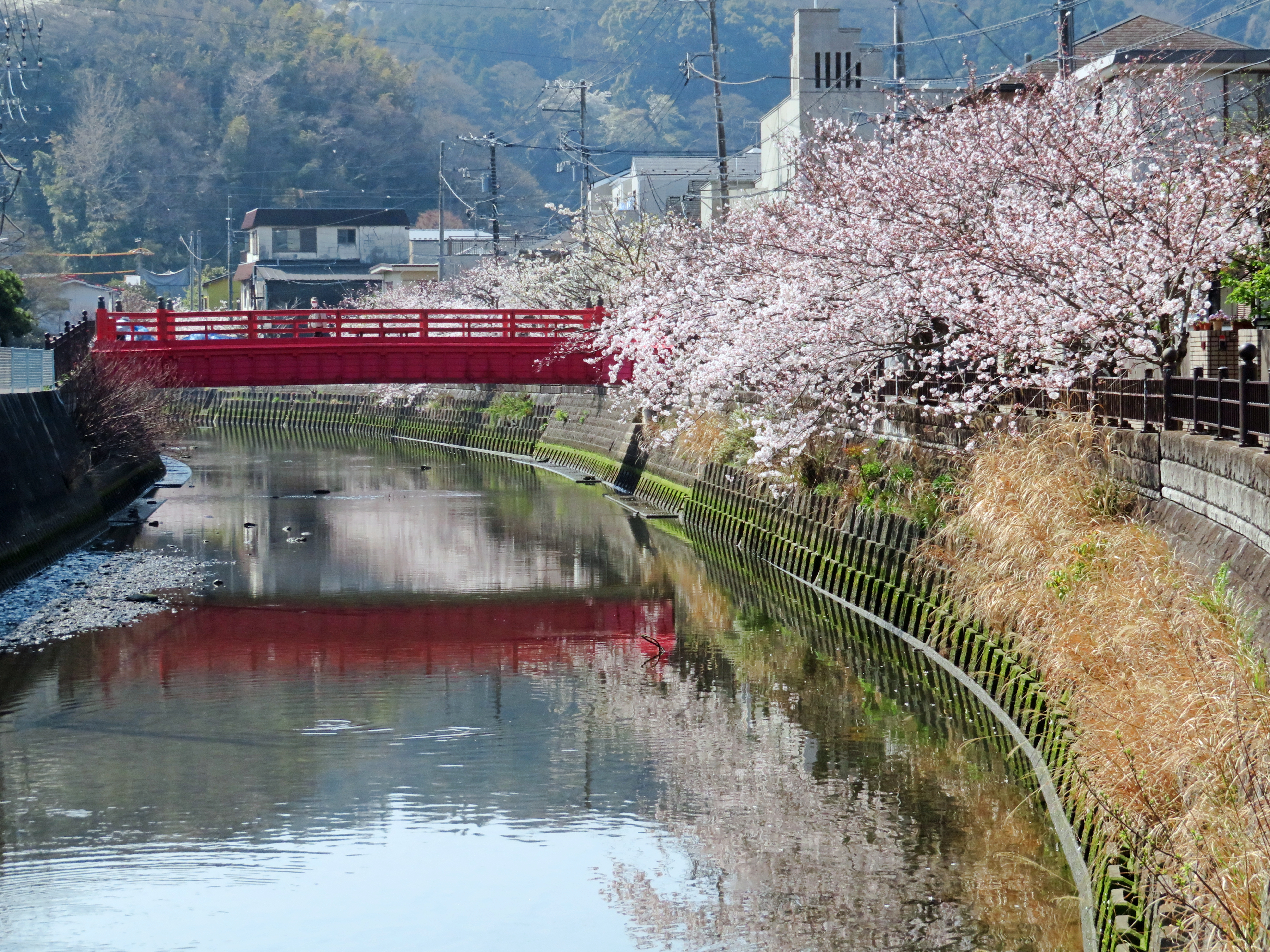
田越川の桜と柳

### 国指定文化財[19]

#### 重要文化財
- 五輪塔
  - 石造五輪塔で、「乾元二年（寛元2年、1244年）癸卯七月八日」の刻銘がある。東昌寺（池子2丁目8-33）に所在。1935年に「石造五輪塔一基」として重要美術品等に認定[20]。1953年8月29日に「高養寺五輪塔」として重要文化財指定[21]、1977年6月27日に「五輪塔」へ名称変更[22]。

#### 史跡
- 名越切通（小坪7丁目、久木9丁目地内）
- 和賀江嶋（小坪5丁目）
- 長柄桜山古墳群（桜山7丁目、桜山8丁目地内）

### 県指定文化財
（この節の出典：）
- 絹本着色大威徳明王像（絵画、神武寺：沼間2丁目1402）
- 絹本着色千手観音像（絵画、神武寺：沼間2丁目1402）
- 銅鐘（応永十年銘）（工芸、海宝院：沼間2丁目12-15）
- 木造阿弥陀如来立像（彫刻、光照寺：沼間2丁目20-17）
- 薬師堂（建造物、神武寺：沼間2丁目1402）
- 五霊神社の大イチョウとその周辺の樹木（天然記念物、五霊神社：沼間3丁目10-34）
- 鐙摺（あぶずり）の不整合を示す露頭（天然記念物、桜山9丁目2405-21）
- 逗子市池子遺跡群出土品（考古資料：池子遺跡群資料館[23]）

### 景勝十選
（この節の出典：）
1. 田越川の桜と柳
2. 久木大池公園
3. 名越切通
4. 大崎公園の展望
5. 濾花記念公園
6. 六代御前の墓
7. 岩殿寺
8. 逗子海岸と浪子不動
9. 披露山公園
10. 神武寺

### 名産品
- キャベツウニ
- アカモク
- シラス

### その他
- 逗子マリーナ
- 神武寺鷹取山ハイキングコース
- 二子山ハイキングコース
- 披露山・浪子不動ハイキングコース
- 歴史と伝説の道（披露山コース・名越切通しコース）
- 逗子海岸花火大会
- 逗子海岸流鏑馬・子ども武者行列
- 精霊おくり
- NIGHT WAVE in ZUSHI
- スプラッシュウォーターパーク
- 逗子市民まつり
- 逗子アートフェスティバル
- 逗子海岸映画祭
- 池子の森の音楽祭
- 小坪みかん投げ

## 関連人物

### 出身人物
人物はほぼ50音順。
- 愛甲猛（元プロ野球選手、実業家）
- 藍田美豊（少女隊メンバー）
- 有川治男（美術史家）
- 飯島彰己（実業家、第11代三井物産社長、日本銀行参与、日本経団連副会長）
- 石原伸晃（衆議院議員。行政改革担当大臣兼規制改革担当大臣、国土交通大臣、自由民主党政務調査会長、自由民主党幹事長、環境大臣、経済再生担当大臣）
- 石原良純（タレント。石原慎太郎の次男）
- 石原宏高（衆議院議員、環境副大臣。外務大臣政務官、沖縄･北方対策担当副大臣。石原慎太郎の三男）
- 石原延啓（画家。石原慎太郎の四男）
- 石渡省吾（イチノイーヴォーカル＆ギター）
- 伊奈祐介（将棋棋士）
- iri（シンガーソングライター）
- 大野済也（アナウンサー、岐阜県各務原市育ち）
- 小川一平（プロ野球選手）
- 小此木八郎（衆議院議員、自由民主党国会対策委員長代理。経済産業副大臣、国家公安委員会委員長兼防災担当大臣）
- 小山田春樹（京都市会議員、元日本テレビアナウンサー、フリーアナウンサー）
- 鎌田奈緒子（セーリング選手）
- 川地民夫（俳優）
- 北村麗（アナウンサー）
- 北村隆二（サッカー選手）
- キマグレン（歌手）
- 國廣喜和武（元ポッカサッポロフード＆ビバレッジ社長）
- 小島慎也（チェスプレーヤー）
- 小林至（元プロ野球選手、福岡ソフトバンクホークス海外担当兼中長期戦略担当部長）
- 坂元亮介（俳優、日本舞踊家）
- 三遊亭右女助 (3代目)（落語家）
- 重松理（ユナイテッドアローズ代表取締役社長）
- シャンティ・スナイダー（歌手、作詞家）
- 新藤宗幸（政治学者）
- 逗子三兄弟（歌手）
- 鈴木竹柏（日本画家）[25]
- 鈴木陸三（サザビーリーグ創業者・初代代表取締役社長、スズキヤ取締役会長）
- 鈴木伶央（舞台俳優）
- 高木完（ヒップホップミュージシャン）
- 高橋正治（国文学者）
- 武川雅寛（ミュージシャン、ムーンライダーズのバイオリン、トランペット担当）
- 竹腰美代子（美容研究家、香淳皇后の体操講師）
- 竹部さゆり（女流棋士）
- 田中きずな（女子プロレスラー）
- 常磐津松尾太夫 (三代目)（常磐津節太夫）
- 土屋守章（経営学者）
- 中村宗弘（日本画家。中村岳陵の孫）
- 辺見マリ（歌手、女優。京都府京都市育ち）
- 堀江有里（社会学者、神学者、牧師。京都市東山区生まれ）
- 堀越大蔵（サッカー選手）
- 宮沢明子（ピアニスト）
- 宮田莉朋（レーシングドライバー）
- 森田浩康（アナウンサー）
- 森久子（元バドミントン選手、バルセロナオリンピック日本代表）
- 諸角敬（建築家）
- 山際淳司（作家、『江夏の21球』筆者）
- 山内美郷（エッセイスト）
- 山田華（ソプラノ歌手、山田姉妹）
- 山田麗（ソプラノ歌手・女優、山田姉妹）
- 吉野万理子（小説家、脚本家）
- 米山香織（プロレスラー）
- Lick-G（ヒップホップミュージシャン）
- 陵あきの（元宝塚歌劇団宙組娘役）
- 和田城功（プロレスラー）
- 和地孝（元テルモ会長兼CEO）

### 在住者
逗子に在住した人物（既に移住した人物、故人も含む）
- 阿部義晴（ミュージシャン、ユニコーン）
- 石田博英（元内閣官房長官）[26]
- 石原慎太郎（元東京都知事、政治家、作家。逗子海岸には『太陽の季節』を記念したオブジェがある）[26]
- 石原裕次郎（俳優、歌手。昭和18年2月（8歳）から逗子市で育つ）[27]
- 泉鏡花（小説家）[28]
- 上野ひとみ（タレント、おさかなマイスター）
- 江刺昭子（評伝作家、女性史研究家）[29]
- 岡田武史（元サッカー日本代表監督）
- 岡本雨（作家、編集者）
- 尾崎行雄（政治家、披露山の風雲閣を住まいとした。）
- 小田和正（歌手）
- 折原みと（少女漫画家、恋愛小説家)
- 川端康成（ノーベル文学賞日本人初の受賞者作家、文化勲章受章、鎌倉市名誉市民）
  - 1972年4月16日（72歳没）  日本・神奈川県逗子市小坪
  - 逗子マリーナの仕事用マンションの一室にて死去
- 釜屋忠道（海軍中将）[30]
- 上泉徳弥（海軍中将）
- 川西實三（元日本赤十字社社長）[26]
- 菊池福治郎（政治家、池子に在住した。）
- 久世隆一郎（スバルテクニカインターナショナル初代社長）
- 国木田独歩（小説家、詩人）
- 小林與三次（元自治省事務次官、元読売新聞社社主）[26]
- 佐藤得二（仏教学者、小説家）[31]
- 正力松太郎（元読売新聞社社主）[26]
- 鈴木英人（イラストレーター）
- 反町隆史（俳優）
- 多田裕計（小説家・俳人）[32]
- 田中秀太（元プロ野球選手、逗子シニア・小倉シニア出身）
- 辻嘉六（実業家）
- 東郷吉太郎（海軍中将）[30]
- 徳富蘆花（『不如帰』『自然と人生』などの作者）
- 徳富蘇峰（思想家、評論家）
- 中里恒子（小説家）[33]
- 長島一由（政治家、元逗子市長、元衆議院議員、映画監督）
- なかにし礼（小説家、作詞家）
- 中野幸一（国文学者。早稲田大学名誉教授）[34]
- 新田恵利（タレント、歌手）
- 林京子（小説家）[35]
- 福井勇（政治家）[26]
- 伏見広綱（源頼朝の右筆）
- 藤森成吉（小説家、劇作家）
- 藤原楚水（東洋美術史家、書道研究家）[36]
- 堀田善衛（小説家）[37]
- 松嶋菜々子（女優）
- 源義朝（河内源氏の武将。源頼朝・源義経らの父。沼浜（沼間）に居館があった）[38]
- 村上格一（海軍大将、新宿に在住した）[30]
- 三浦豪太（プロスキーヤー、登山家）[39]
- 三田一也（海軍中佐、警備救難監、海上保安庁次長、Y委員会のメンバー）
- みのもんた（タレント、かつて久木に在住）
- 稔（プロレスラー）
- 森山大道（写真家）[40]
- 安井英二（元内務大臣、元国家公安委員会委員長）[26]
- 矢野義明（作曲家）
- 山下亀三郎（実業家。桜山に在住し、その家はのちに石原一家が移住）[27]
- 山田俊介（内務官僚、政治家）[26]
- 山本省三（絵本作家）[41]
- 和歌山静子（挿絵画家、絵本作家）
- 脇村義太郎（東京大学名誉教授）[26]

### ゆかりの人物
- 石井貴（元プロ野球選手、コーチ）
- 伊集院静（小説家。1978年から1984年まで「逗子なぎさホテル」に逗留）[42]
- 岩田宙造（政治家。別荘を所有）[43]
- 嘉悦孝（教育者。別荘を所有）[43]
- 加賀美希昇（プロ野球選手、逗子リトルシニア出身）
- 小池国三（実業家。別荘を所有）[43]
- 佐久間貞一（実業家。別荘を所有）[44]
- 周布公平（政治家。別荘を所有）[36]
- 逗子八郎（歌人、情報局官僚。逗子開成中学校講師）
- 田邊宗英（実業家。別荘を所有）[43]
- 東郷平八郎（海軍大将、元帥。別荘を所有。東郷浜）[45]
- 徳川家達（政治家。別荘を所有）[46]
- 徳間康快（実業家、映画プロデューサー。逗子開成中学校出身）
- 長尾半平（鉄道技師、土木技師。別荘を所有）[44]
- 成瀬正恭（実業家。別荘が現存し、黒門として有名。）[36]
- 原嘉道（官僚、法学者、政治家。別荘を所有）[36]
- 平田東助（元内大臣。別荘を所有）[47]
- 福原有信（資生堂創業者。別荘を所有）[36]
- 藤瀬政次郎（別荘を所有。のちに脇村義太郎が購入し、旧脇村邸として蘆花記念公園に現存）
- 松任谷由実（歌手）
- 山脇玄（法学者。別荘を所有）[43]
- 養父鐵（元プロ野球選手、逗子リトルシニア出身）
- ルードウィヒ・S・レーンホルム（法学者。別荘を所有）[46]

## 逗子を舞台にした作品

### 文芸
- 春昼（泉鏡花）
- 春昼後刻（泉鏡花）
- 不如帰（徳冨蘆花）
- 海の火祭（川端康成）

### 映画
- 西城家の饗宴（監督：鈴木英夫）

### 楽曲
- SEA SIDE WOMAN BLUES（サザンオールスターズ） - 歌詞に渚橋が登場する。
- なぎさホテル（桑田佳祐）
- トンネル・タイムマシーン（キマグレン）

### 漫画
- 海のアリア（萩尾望都）
- おぼこ（荻野真）

### ライトノベル
- 青を欺く（三船いずれ）